# جيمس تشارلز برادي
جيمس تشارلز برادي هو سياسي كندي، ولد في 21 يناير 1876 بدبلن في جمهورية أيرلندا، وتوفي في 24 يناير 1962. حزبياً، نشط في حزب كندا المحافظ. وقد انتخب عضو مجلس العموم الكندي.